# وحدة أنغوليم الحضرية
وحدة أنغوليم الحضرية، هي وحدة حضرية فرنسية تتمركز في مدينة أنغوليم، وهي عاصمة إقليم شارنت وأهم مدنه في منطقة أقطانية الجديدة.